# John Lyly
John Lyly (Canterbury, h. 1554 - Londres, 1606), escritor y dramaturgo inglés.

## Estudios
Estudió en las universidades de Cambridge y Oxford y gozó del mecenazgo del político William Cecil. Su obra más famosa, que dio título a una corriente estilística del Manierismo, el Eufuismo, fue una novela, Euphues, que consta de dos partes: Euphues o la anatomía del ingenio (1578) y Euphues y su Inglaterra (1580).
Se trata de una intriga novelesca en estilo epistolar, sazonada de reflexiones de carácter general sobre el amor y la religión. Esta obra se caracteriza por sus ingeniosos discursos y un estilo ampuloso y afectado, abundante en aliteración, que pretende exhibir cortesamente el ingenio.
El estilo eufuista fue seguido por Robert Greene y mereció la reprobación de William Shakespeare, quien lo utilizó sin embargo moderadamente. Entre las otras obras de Lyly destacan la comedia Alejandro y Campaspe (1584), que narra la rivalidad entre Alejandro Magno y el pintor Apeles por el amor de la hermosa cautiva Campaspe; Safo y Faón (1584), la obra alegórica Endimión (1591), que narra el mito del enamoramiento de la Luna por un mortal, y las comedias Mother Bombie, Midas, La mujer en la luna (1597) y La metamorfosis del amor (1601).
- Datos: Q261627
- Multimedia: John Lyly / Q261627